# Фудбалска репрезентација Теркса и Кејкоса
Фудбалска репрезентација Туркса и Кајкоса (енгл. Turks and Caicos Islands national football team) је фудбалски тим који представља Туркс и Кајкос на међународним такмичењима под контролом Фудбалског савеза Туркса и Кајкоса који се налази у оквиру Карипске фудбалске уније и КОНКАКАФа, члан ФИФА.
Фудбалски савез Острва Туркс и Кајкос (ФСТК) основан је 1996. године и повезан је са Карипским фудбалским савезом (КФС), Конкакафом и ФИФАом (од 1998. године). У фебруару 2008. фудбалска репрезентација острва Туркс и Кајкос постигла је највишу позицију на светској ранг листи ФИФА са 158. местом. У октобру 2012. године постигнута је најнижа позиција са 207. местом, ово је уједно и последње место на светској ранг листи ФИФАе.

## Историја
По први пут, репрезентација Туркса и Кајкоса дебитовала је на службеном такмичењу под покровитељством ФИФАе у марту 2000. године, у оквиру квалификационе утакмице за Светско првенство 2002. Репрезентација Туркса и Кајкоса у две утакмице поражена је од репрезентације Ст. Китс и Невиса укупним резултатом 0:14. У квалификационој рунди Светског првенства 2006. репрезентација Туркса и Кајкоса изгубила је од репрезентације Хаитија и испала из даљњег такмичења.
Тим је прву победу остварио 4. септембра 2006. победивши репрезентацију Кајманских острва резултатом 2:0.
Репрезентација је била без победе у званичној утакмици све до 3. јуна 2014. године, када су победили Британска Девичанска Острва током квалификација за Куп Кариба 2014. године, и као резултат тога скочили са 207. на 181. место на ранг листи ФИФА објављеној током тог месеца.
Фудбалски савез Туркса и Кајкоса 2007. године је завршио изградњу свог првог стадиона, названог Национални стадион Туркса и Кајкоса. Пре изградње овог стадиона, репрезентација је све своје домаће утакмице играо на неутралном терену.

## Такмичарска достигнућа

### КОНКАКАФ лига нација
| Конкакафова лига нација | Конкакафова лига нација | Конкакафова лига нација | Конкакафова лига нација | Конкакафова лига нација | Конкакафова лига нација | Конкакафова лига нација | Конкакафова лига нација | Конкакафова лига нација | Конкакафова лига нација | Конкакафова лига нација |
| Сезона                  | Дивизија                | Група                   | Ута                     | Поб.                    | Нер.*                   | Изг.                    | ГД                      | ГП                      | П/И                     | ЗП                      |
| ----------------------- | ----------------------- | ----------------------- | ----------------------- | ----------------------- | ----------------------- | ----------------------- | ----------------------- | ----------------------- | ----------------------- | ----------------------- |
| 2019/20                 | Ц                       | Д                       | 4                       | 2                       | 0                       | 2                       | 8                       | 17                      |                         | 36.                     |
| 2022/23                 | C                       | У току                  | У току                  | У току                  | У току                  | У току                  | У току                  | У току                  | У току                  | У току                  |
| Укупно                  | Укупно                  | Укупно                  | 4                       | 2                       | 0                       | 2                       | 8                       | 17                      | 36.                     | 36.                     |

## Рејтинг ФИФАе[4]
| 1999 | 2000 | 2001 | 2002 | 2003 | 2004 | 2005 | 2006 | 2007 | 2008 | 2009 | 2010 | 2011 | 2012 | 2013 | 2014 | 2015 | 2016 | 2017 | 2018 |
| ---- | ---- | ---- | ---- | ---- | ---- | ---- | ---- | ---- | ---- | ---- | ---- | ---- | ---- | ---- | ---- | ---- | ---- | ---- | ---- |
| 196  | 200  | 200  | 202  | 203  | 203  | 203  | 169  | 181  | 168  | 177  | 187  | 200  | 207  | 207  | 177  | 197  | 201  | 202  | 208  |